# Bassaxofoon
Een bassaxofoon is een van de laagste instrumenten uit de saxofoonfamilie; alleen de contrabassaxofoon en de subcontrabassaxofoon zijn nog lager. De bassaxofoon is gestemd in bes, en wel een octaaf lager dan een tenorsaxofoon.
De bassaxofoon is het eerste type saxofoon dat door de Belgische uitvinder Adolphe Sax (1814-1894) is gebouwd. Daarbij dient te worden opgemerkt dat zijn eerste bassaxofoon in C was gestemd, dit in tegenstelling tot de huidige bassaxofoons die in Bb staan.
De bassaxofoon had zijn glorietijd met name in de jaren 1920-1930 in jazzorkesten. Een belangrijk deel van zijn populariteit had te maken met het feit dat het een van de weinige lage instrumenten was die met de gebrekkige opnametechnieken van die tijd goed gebruikt konden worden voor plaatopnames.
Een vroege pionier op dat gebied was Adrian Rollini (1903-1956). Het instrument werd ook gebruikt in het orkest van Fletcher Henderson (soms bespeeld door Coleman Hawkins) en van Duke Ellington (bespeeld door Otto Hardwick).
Bekende bassaxofonisten zijn ook Min Leibrook en Adrian Rollini uit het orkest van cornettist Bix Beiderbecke en de Amerikaanse muzikant Colin Stetson. In Nederland is Ronald Jansen Heijtmajer de beste bassaxofonist.
Na de jaren 20 werd de bassax minder gebruikt. Soms wordt hij gebruikt in de harmoniemuziek. Ook in de traditionele jazzmuziek komt hij soms nog voor. Leonard Bernstein schreef de bassaxofoon voor in de oorspronkelijke versie en de filmmuziek van West Side Story. Het bekendste bassaxofoonnummer is: The Teddybears Walz (uitgevoerd in The Singing Detective).

## Modellen
De bassaxofoon is in hoofdlijnen in twee verschillende modellen gebouwd:
1. Het Franse ontwerp - hierbij maakt de buis na de hals een bocht behoorlijk naar beneden en gaat dan minder ver omhoog dan bij het:
2. Het Amerikaanse ontwerp - na de hals komt een kort boogje, waarna de buis ver omhoog schiet.

J'Elle Stainer, een Braziliaanse saxofoonbouwer, bouwt een "double baritone"-bassaxofoon die vier 180° bochten maakt bij het mondstuk.

## Merken
Vroegere bouwers van bassaxofoons zijn Conn en Buesher in de periode tussen 1910 en 1941. Andere Amerikaanse merken die bassaxen verkochten waren onder andere Holton, Pan American en Martin. Deze instrumenten zijn in werkelijkheid alle door Conn of Buesher gebouwd en later is de andere naam erop gezet. Dit is de zogenaamde stencilmethode. Heden ten dage worden bassaxofoons nog geleverd door: Selmer (het Franse model, met een kortere buis naar boven), Keilwerth (het lange Amerikaanse model), Eppelsheim (een nieuw, eigen ontwerp) en J'Elle Stainer (diverse eigen ontwerpen).

## Bespeling
In tegenstelling tot de kleinere instrumenten uit de familie van de saxofoons, die doorgaans staand en 'hangend' bespeeld worden (bijvoorbeeld via een koord aan de nek) heeft de bassaxofoon onderaan het instrument een metalen pin die als 'voet' op de grond rust. Het instrument is vanwege zijn gewicht nauwelijks staand te bespelen en de bassaxofonist zal dan ook meestal het instrument zittend bespelen.
De bassaxofoon kan ook met een enkele riem over de linkerschouder gedragen worden. Hiertoe dienen twee draagogen op het instrument te worden toegevoegd. Het originele draagoog blijft dan ongebruikt.